# Gérard Cousseau
Pour les articles homonymes, voir Cousseau.
Gérard Cousseau, dit Gégé, Gécé, Ferru ou Pauluis, est un dessinateur et scénariste de bande dessinée français, né le 8 juin 1953 à Cintré (Ille-et-Vilaine). 

## Biographie
Gérard Cousseau naît le 8 juin 1953 à Cintré, en Ille-et-Vilaine. Il envisage d'abord une carrière dans le cinéma, puis, avec son Bac C dans sa poche, il intègre l'Institut national des sciences appliquées de Rennes, où il passe quatre ans. Au terme de sa formation, il adresse des planches au journal Spirou, qui retient sa candidature.
En 1978, il débute la bande dessinée comme assistant de Jean-Claude Fournier, avec lequel il travaille sur la série Bizu et sur l'album Des haricots partout. Il publie ensuite Monsieur Tendre. 
Pour le magazine Spirou, il dessine Gontran et les autres de 1979 à 1982. Puis il dessine pour Le Journal de Mickey et Picsou Magazine, des épisodes de Bébés Disney, Robert le Robot, Téléscoop, Flagada Jones, Popop, Picsou, Génius, Chez Maxime, Pôle Emile le petit eskimo.
En 1981, il rencontre Bélom ; les deux artistes entreprennent de multiples collaborations. À partir des années 1980, ils participent au périodique breton  Frilouz ainsi qu'au Journal de Mickey, notamment pour les Bébés Disney. Inspiré par cette expérience, Gégé travaille sur des personnages de cartes postales : Les Trognons. L'éditeur Bamboo propose de transformer ces bébés en série de bande dessinée et, à partir de 2003, le tandem lance Les Ripoupons, dans le registre humoristique, publiée dans Ouest-France. Leur travail en commun donne aussi lieu à la série Christophe. Avec Alain Sirvent (dessin), Bélom scénarise entre 2003 et 2012 Les Toubibs, autre série fondée sur des gags; Gégé co-scénarise plusieurs tomes,. 
En 2007 paraît l'album humoristique Les Bretons, co-scénarisé par Bélom et Gégé (Gérard Cousseau), dessiné par le québécois Jérôme Mercier et mis en couleur par Burps. Les planches sont prépubliées dans Ouest-France. Toujours avec la Bretagne comme cadre, Gégé scénarise Les Souliers rouges, album inspiré d'une expérience autobiographique et dessiné à l'aquarelle par Damien Cuvillier.
Il fait partie du comité d'organisation du festival Quai des Bulles[réf. souhaitée].

## Œuvres

### Dessinateur
Presse
- Dans l'hebdomadaire Spirou, parution de la série humoristique Gontran et les autres, dessiné et scénarisé par Gégé.
- Bizu, avec Fournier.

Albums
- Mr Tendre, Pluriel, Passais-la-Conception, un tome, 1985.
- Victor Vivier, Pluriel, Passais-la-Conception, un tome.
- Les Ripoupons, série.
- Mââr-Rhan veut faire évoluer l'humanité, (avec Malo Louarn au scénario), un tome, 1990.
- Le nez de Bourricot, histoire pour enfants, 2000.

### Scénariste
Albums
- Vents d'Ouest : 
  - Six septennats m'étaient contés, dessin collectif, 1 tome, 1988.
  - Joyeux Noël, Bonne année, dessin collectif, 1 tome.
  - Christophe (avec Bélom et Jean-François Miniac au dessin), 1 tome, mai 2005.
  - Les Zélus (avec Nicoby au dessin), 3 tomes[10].
  - Popote à bord .
  - Les Sauveteurs en mer, avec Damien Cuvillier (dessin), Vents d'Ouest, 2010[11]
- Bamboo :
  - Les Toubibs, avec Bélom au co-scénario, série.
  - Plus belle la vie, coscénario de Janhel, Jean-Michel Ponzio au dessin, un tome.
  - Les souliers rouges, dessiné par Damien Cuvillier, 2 tomes : 2014 - 2015[12].

#### Autres
- L'album Monsieur Tendre a fait l'objet d'un documentaire sur la création en bande dessinée, « Monsieur Tendre », réalisé par Christian Lejalé en 1983, et d'une chanson d'Yvon Étienne sur une musique de Paul Faure Monsieur Tendre, sortie en 1984.

### Filmographie
- L'Image par la bande : Monsieur tendre, documentaire de Christian Lejalé sur l'univers de Gégé, Imagine 35 Productions, 1983, 21’20’’, [voir en ligne sur YouTube].